# Las Gabias
Las Gabias – gmina w Hiszpanii, w prowincji Grenada, w Andaluzji, o powierzchni 39,06 km². W 2011 roku gmina liczyła 18 381 mieszkańców.
Las Gabias ma kontynentalny klimat śródziemnomorski, z mroźnymi zimami i bardzo gorącymi latami, ma ekstremalne temperatury, od zimy z bardzo niskimi temperaturami (do -5º) do bardzo gorących lat (do 40º).